# Верин-Арташат
Верин-Арташат (арм. Վերին Արտաշատ) — село в Араратской области Армении. Основано в 1831 году.

## География
Село расположено в западной части марза, к востоку от автодороги , на расстоянии 6 километров к северу от города Арташат, административного центра области. Абсолютная высота — 880 метров над уровнем моря.
Климат
Климат характеризуется как семиаридный (BSk в классификации климатов Кёппена). Среднегодовая температура воздуха составляет 12,4 °C. Средняя температура самого холодного месяца (января) составляет −2,8 °С, самого жаркого месяца (июля) — 25,9 °С. Расчётная многолетняя норма атмосферных осадков — 281 мм. Наибольшее количество осадков выпадает в мае (48 мм).

## Население
| Год переписи | Население          | Население          | Население          | Население            | Население            | Население            |
| Год переписи | Наличное население | Наличное население | Наличное население | Постоянное население | Постоянное население | Постоянное население |
| Год переписи | Всего              | Мужчины            | Женщины            | Всего                | Мужчины              | Женщины              |
| ------------ | ------------------ | ------------------ | ------------------ | -------------------- | -------------------- | -------------------- |
| 2001         | 3960               | 1864               | 2096               | 4193                 | 2002                 | 2191                 |
| 2011         | 3799               | 1854               | 1945               | 4334                 | 2097                 | 2237                 |

| Год  | Численность | Численность |
| ---- | ----------- | ----------- |
| 1831 | 370         | [ 9 ]       |
| 1897 | 1299        | [ 9 ]       |
| 1926 | 1639        | [ 9 ]       |
| 1939 | 1999        | [ 9 ]       |
| 1959 | 2974        | [ 9 ]       |
| 1970 | 3319        | [ 9 ]       |
| 1979 | 3525        | [ 9 ]       |
| 1989 | 3837        | [ 10 ]      |
| 2001 | 4193        | [ 9 ]       |
| 2011 | 4334        | [ 11 ]      |

## Известные уроженцы, жители
Шмавон Рафикович Шмавонян (арм. Շմավոն Ռաֆիկի Շմավոնյան; 22 февраля 1953, Верин Арташат, Арташатский район, Армянская ССР) — армянский художник. Заслуженный художник Республики Армения (2011).